# Théorème du point fixe de Leray-Schauder
Le théorème du point fixe de Leray-Schauder est une généralisation du théorème du point fixe de Brouwer à des espaces vectoriels topologiques de dimension infinie. Il a été démontré d'abord dans le cas des espaces de Banach par Juliusz Schauder. Il intervient dans la démonstration de l'existence de solutions d'équations différentielles.

## Énoncé
Théorème — Soient E un ℝ-espace vectoriel topologique séparé et C un convexe non vide de E.
Toute application continue de C dans une partie compacte de C a un point fixe.

## Histoire
Ce théorème fut d'abord démontré en 1930 par Schauder dans des cas particuliers, comme celui des espaces vectoriels topologiques métrisables complets. Il conjectura le cas général dans le Livre écossais. En 1934, Tychonoff démontra le théorème dans le cas où C est compact et E est localement convexe. Cette version est connue sous le nom de théorème du point fixe de Tychonoff. B. V. Singbal généralisa ce résultat au cas où C n'est pas compact. Le cas général (sans l'hypothèse de convexité locale) fut finalement démontré par Robert Cauty en 2001.
En 1951, James Dugundji remarqua, comme corollaire de son théorème de prolongement, que la généralisation « naïve » en dimension infinie du théorème du point fixe de Brouwer est fausse : dans tout espace vectoriel normé de dimension infinie, il existe des applications continues sans point fixe de la boule unité fermée (non compacte) dans elle-même.

## Théorème du point fixe de Schaefer
Une conséquence, appelée le théorème du point fixe de Schaefer, est particulièrement utile pour prouver l'existence de solutions d'équations aux dérivées partielles non linéaires. Ce théorème de Schaefer est en fait un cas particulier d'un théorème de plus grande portée découvert auparavant par Schauder et Leray. Il s'énonce ainsi, :